# Chip Foose
Chip Foose (Santa Barbara, 13 ottobre 1963) è un designer e imprenditore statunitense, attivo nel settore automotive.

## Notizie biografiche
Già all'età di sette anni cominciò a lavorare al disegno automobilistico presso la ditta di suo padre, la Project Design, sita anch'essa a Santa Barbara. Dopo aver frequentato la scuola dell'obbligo ed aver trascorso diverso tempo come baby-designer, Chip Foose sviluppò un gran talento e fin da adolescente si fece notare da grandi nomi del mondo del design, come Alex Tremulis, ma anche dalla Ford.

Nel 1982 si iscrisse quindi all'Art Center College of Design, ma già nel 1984 dovette interrompere per difficoltà economiche. Durante i quattro anni successivi lavorò presso la ASHA Corp., una società specializzata in tecnologie automobilistiche.

Nel 1988, Chip Foose si reiscrisse all'Art Center College of Design, dove riuscì finalmente a completare gli studi iniziati in passato ed a laurearsi nel 1990.

Successivamente Chip Foose trovò due impieghi che assolse contemporaneamente: uno con contratto full-time presso la Sterenberger Design ed un altro di tipo part-time presso Boyd Coddington e la sua ditta specializzata in vetture hot rod.

Nel 1993 si dimise dalla Sterenberger per avviarsi verso la Ford agli ordini di J Mays, ma Boyd Coddington si dimostrò particolarmente in gamba a convincere Foose a lavorare a tempo pieno per lui.

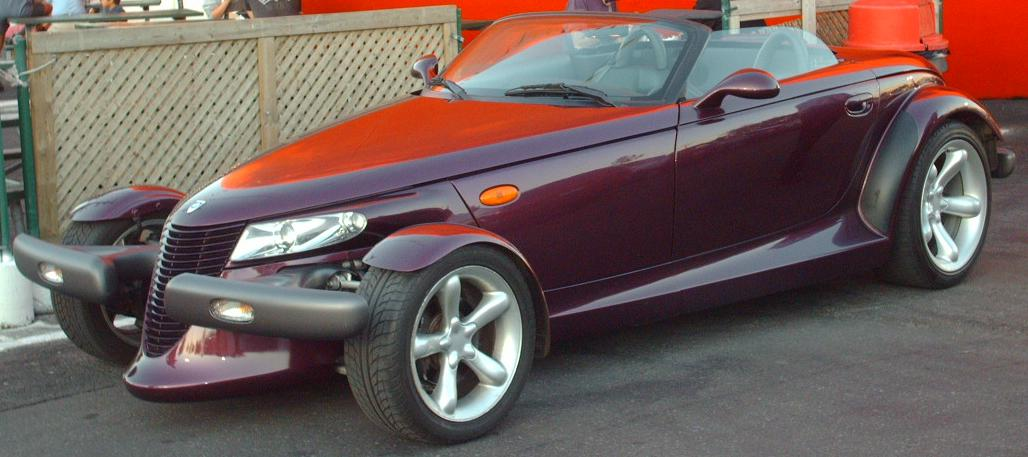
Una Plymouth Prowler, vettura di serie in hot-rod style, le cui linee vennero suggerite da Foose nella sua concept Hemisfear

In breve tempo, Foose divenne presidente dell'azienda di Coddington: in questo periodo firmò quelle che divennero le migliori creazioni di Coddington, come la Boydster I e la Boydster II (Hemisfear), nonché la concept-car, che poi venne ripresa dal gruppo Chrysler e portata alla produzione di serie dopo alcuni aggiornamenti estetici con il nome di Plymouth Prowler.

Nel 1998, però, le cose cambiarono, poiché la piccola azienda si portò sull'orlo del fallimento e di lì a poco chiuse i battenti. Chip Foose lasciò l'incarico con estremo disappunto di Coddington, e fondò il suo studio di design personale. Nasce così la Foose Design. Nel giro di pochi anni, Foose guadagna una grande popolarità per i suoi lavori. I media prendono a parlare di questo astro nascente del design in stile hot-rod. Egli partecipa a diversi programmi televisivi e a diverse manifestazioni nel settore automotive, tra cui il SEMA Show di Las Vegas, dove nel 2005 viene esposta una Chevrolet Camaro del 1969 opportunamente rivista da Foose e che ha avuto un limitato seguito produttivo (500 esemplari).

Negli anni più recenti, Chip Foose è consulente presso le Big Three di Detroit (Ford, General Motors e Chrysler), ha lanciato una linea di automodelli in scala riproducenti i suoi migliori lavori ed ha contribuito alla nascita di un'azienda specializzata nel settore degli automodelli personalizzabili.

Dal 2004 è il fulcro del reality televisivo americano Overhaulin'. In Italia da marzo 2013 è trasmessa dal canale televisivo Dmax con il nome GT Customs .   
Nella vita privata, Chip Foose è sposato e vive con sua moglie ed i suoi due figli in California.